# Decapterus muroadsi
Decapterus muroadsi är en fiskart som först beskrevs av Temminck och Schlegel, 1844.  Decapterus muroadsi ingår i släktet Decapterus och familjen taggmakrillfiskar. Inga underarter finns listade i Catalogue of Life.